# Sukob civilizacija
Sukob civilizacija je teorija kako će civilizacijski identitet biti glavni uzrok podjela u svijetu nakon hladnog rata. Teoriju je popularizirao Samuel P. Huntington, u svom članku "Sukob civilizacija?".
Članak, koji je predstavljao svojevrsnu kritiku onda popularne Fukuyamine teze o kraju povijesti, 1996. je godine proširio u knjigu The Clash of Civilizations and the Remaking of World Order (Sukob civilizacija i prepravljanje svjetskog poretka). 
Po Huntingtonu svijet je podijeljen na nekoliko glavnih civilizacija:
- zapadni svijet;
- Latinska Amerika;
- pravoslavni svijet;
- istočni svijet koji kao zasebne cjeline sadrži:
  - budističke zemlje Istočne i Jugoistočne Azije;
  - sinosfera, odnosno države pod kineskim kulturnim utjecajem;
  - indosfera, odnosno države pod indijskim kulturnim utjecajem;
  - Japan kao specifična civilizacija
- islamski svijet
- civilizacije subsaharske Afrike

U svoju je podjelu uključio t.zv. "usamljene" zemlje koje se raznim kulturnim i drugim specifičnostima ističu među svojim okružjem (Izrael na Bliskom Istoku; kršćanska Etiopija u Africi); kao i "podijeljene zemlje" čiji dijelovi pripadaju različitim civilizacijama (Ukrajina čiji jedan dio pripada zapadnom, a drugi dio pravoslavnom svijetu). 
Huntington je kao glavno žarište sukoba naveo tzv. "zemlje razdjelnice", odnosno područja gdje se pojedine civilizacije dodiruju, pri čemu je posebno istaknuo da su takvi sukobi najžešći na rubovima islamskog svijeta s drugim civilizacijama. Smatrao je da će takvi sukobi vremenom eskalirati u sukobe između t.zv. "ključnih zemalja" svakog od tih svjetova.
Iako je 1990-ih teza u sukobu civilizacija imala određenih broj pristaša, kod šire javnosti, barem u zapadnom svijetu, postala je aktualnom tek nakon napada 11. rujna i velikih ratova koji su nakon toga uslijedili. 
Huntingtonovu tezu žestoko kritiziraju autori uglavnom iz redova multikulturalističkih zanesenjaka, koji ju smatraju nespojivom s idealima multikulturalizma.

## Vanjske poveznice
- Sukob civilizacija? - hrvatski prijevod Huntingtonovog članka